# Freies Gemeindekonsortium Caltanissetta

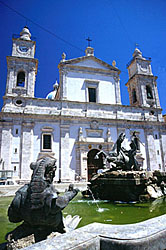
Kathedrale der Provinzhauptstadt Caltanissetta

Das Freie Gemeindekonsortium Caltanissetta (italienisch Libero consorzio comunale di Caltanissetta) ist eine Verwaltungseinheit der Autonomen Region Sizilien in Italien. Hauptstadt ist Caltanissetta. Es entstand durch Umwandlung der Provinz Caltanissetta (italienisch Provincia di Caltanissetta) mit dem Regionalgesetz Nr. 8 vom 24. März 2014 und den Regelungen des Regionalgesetzes Nr. 15 vom 4. August 2015.
Das Freie Gemeindekonsortium liegt an der Südküste Siziliens. Im Westen grenzt es an das Freie Gemeindekonsortium Agrigent, im Norden an die Metropolitanstadt Palermo, im Osten an das Freie Gemeindekonsortium Enna, die Metropolitanstadt Catania und das Freie Gemeindekonsortium Ragusa. Es ist in 22 Gemeinden gegliedert. Die Gemeinde Resuttano ist eine Enklave in der Metropolitanstadt Palermo.
Auf einer Fläche von 2125 km² leben 247.118 Einwohner (Stand 31. Dezember 2023). Haupterwerbszweige sind die Landwirtschaft und die Industrie. Der im 19. Jahrhundert für das Gebiet wichtige Schwefelbergbau verlor Anfang des 20. Jahrhunderts an Bedeutung. In den 1950er Jahren wurden um Gela, das wirtschaftliche Zentrum und die größte Stadt des Freien Gemeindekonsortiums, Erdölvorkommen entdeckt. Im Gemeindekonsortium liegt das Geloi Wetland, ein privates Naturschutzgebiet.

## Größte Gemeinden
(Stand: 31. Dezember 2023)
| Gela          | 70.856 |
| Caltanissetta | 58.343 |
| Niscemi       | 24.885 |
| San Cataldo   | 20.668 |
| Mazzarino     | 10.819 |
| Riesi         | 10.409 |

→ Alle Gemeinden